# Sathrochthonius
Genre
Sathrochthonius est un genre de pseudoscorpions de la famille des Chthoniidae.

## Distribution
Les espèces de ce genre se rencontrent en Océanie et en Amérique du Sud.

## Liste des espèces
Selon Pseudoscorpions of the World (version 3.0) :
- Sathrochthonius crassidens Beier, 1966
- Sathrochthonius insulanus Beier, 1976
- Sathrochthonius kaltenbachi Beier, 1966
- Sathrochthonius maoricus Beier, 1976
- Sathrochthonius pefauri Vitali-di Castri, 1974
- Sathrochthonius tuena Chamberlin, 1962
- Sathrochthonius venezuelanus Muchmore, 1989
- Sathrochthonius webbi Muchmore, 1982

## Publication originale
- Chamberlin, 1962 : New and little-known false scorpions, principally from caves, belonging to the families Chthoniidae and Neobisiidae (Arachnida, Chelonethida). Bulletin of the American Museum of Natural History, no 123, p. 303-352 (texte intégral).